# 파스카스티요시

파스카스티요 시의 위치

파스카스티요시(스페인어: Paz Castillo)는 베네수엘라 미란다 주의 지방 자치체로 행정 중심지는 산타루시아이며 면적은 408km2, 인구는 111,335명(2007년 기준)이다.